# Temporada da Basketligan de 2020-21
A Temporada da BasketLigan de 2020–21 foi a 28.ª edição da principal competição de clubes profissionais na Suécia, sendo que o Borås Basket defendeu seu título, vencido após a temporada anterior ser encerrada prematuramente

## Equipes participantes
Em 16 de junho de 2020 o Fryshuset, vencedor da Superettan (relativo a segunda divisão), foi promovido à SBL. Em 25 de junho de 2020, a equipe do Wetterbygden Stars desistiu da competição em virtude de problemas financeiros.
| Equipe              | Cidade     | Arena                | Capacidade |
| ------------------- | ---------- | -------------------- | ---------- |
| Luleå               | Lula       | ARCUS Arena          | 1.700      |
| Borås Basket        | Borås      | Boråshallen          | 3.000      |
| Fryshuset           | Estocolmo  | Fryshuset Sporthall  | 1.000      |
| Jämtland Basket     | Östersund  | Östersunds sporthall | 1,250      |
| Köping Stars        | Köping     | Karlsbergshallen     |            |
| Norrköping Dolphins | Norrköping | Stadium Arena        | 4.500      |
| Nässjö Basket       | Nässjö     |                      |            |
| Södertälje Kings    | Södertälje | AXA Sports Center    | 6 000      |
| Umeå BSKT           | Uma        | Umeå Energi Arena    | 1,270      |

## Playoffs

#### Quartas de final
| Time 1              | Série | Time 2          | 1º Jogo | 2º Jogo | 3º Jogo | 4º Jogo | 5º Jogo |
| ------------------- | ----- | --------------- | ------- | ------- | ------- | ------- | ------- |
| Södertälje Kings    | 3 - 0 | Umeå BSKT       | 93 - 63 | 82 - 69 | 99 - 81 | -       | -       |
| BC Luleå            | 1 - 3 | Jämtland Basket | 89 - 84 | 61 - 84 | 90 - 92 | 72 - 87 | -       |
| Norrköping Dolphins | 3 - 1 | Köping Stars    | 84 - 71 | 86 - 76 | 78 - 80 | 90 - 82 | -       |
| Borås Basket        | 2 - 3 | Nässjö Basket   | 96 - 88 | 82 - 94 | 68 - 92 | 81 - 75 | 79 - 80 |

#### Semifinal
| Time 1              | Série | Time 2          | 1º Jogo | 2º Jogo | 3º Jogo | 4º Jogo | 5º Jogo | 6º Jogo | 7º Jogo |
| ------------------- | ----- | --------------- | ------- | ------- | ------- | ------- | ------- | ------- | ------- |
| Södertälje Kings    | 4 - 3 | Jämtland Basket | 84 - 70 | 87 - 76 | 54 - 83 | 51 - 79 | 86 - 83 | 68 - 89 | 82 - 73 |
| Norrköping Dolphins | 4 - 2 | Nässjö Basket   | 85 - 64 | 96 - 67 | 73 - 76 | 79- 89  | 84 - 71 | 89 - 86 | -       |

#### Final
| Time 1           | Soma  | Time 2              | 1º Jogo | 2º Jogo | 3º Jogo | 4º Jogo | 5º Jogo | 6º Jogo | 7º Jogo |
| ---------------- | ----- | ------------------- | ------- | ------- | ------- | ------- | ------- | ------- | ------- |
| Södertälje Kings | 0 - 4 | Norrköping Dolphins | 69 - 85 | 65 - 75 | 70 - 97 | 86 - 91 |         |         |         |

## Premiação
| Svenska Basketligan 2020-21     |
| Västergötland                   |
| ------------------------------- |
| Norrköping Dolphins (6° título) |